# John Kodwo Amissah
John Kodwo Amissah (* 27. November 1922 in Elmina, Ghana; † 22. September 1991) war ein ghanaischer Geistlicher und römisch-katholischer Erzbischof von Cape Coast.

## Leben
Am 11. Dezember 1949 empfing John Kodwo Amissah das Sakrament der Priesterweihe für das Erzbistum Cape Coast.
Papst Pius XII. ernannte ihn am 7. Dezember 1957 zum Weihbischof in Cape Coast und zum Titularbischof von Bencenna. Die Bischofsweihe empfing der Ghanaer am 16. Juni 1957 durch den Erzbischof von Cape Coast, William Thomas Porter SMA; Mitkonsekratoren waren der Bischof von Kumasi, André van den Bronk SMA, sowie der Bischof von Accra, Joseph Oliver Bowers SVD. Papst Johannes XXIII. ernannte Amissah am 19. Dezember 1959 als Nachfolger des zurückgetretenen William Thomas Porter im Alter von 37 Jahren zum Erzbischof von Cape Coast.
Amissah nahm zwischen 1962 und 1965 an allen vier Sitzungsperioden des Zweiten Vatikanischen Konzils teil. Er starb 68-jährig bei einem Verkehrsunfall in Ghana.